# Десантная операция в Мотовском заливе
Десантная операция в Мотовском заливе — морской десант советского Северного флота, высаженный 17—18 сентября 1942 года с целью разрушения системы береговой обороны немецких войск на южном берегу Мотовского залива в ходе обороны Заполярья в годы Великой Отечественной войны.

## План операции
Очевидно, под впечатлением успеха десантной операции на мыс Пикшуев 5 сентября 1942 года, командующий Северным флотом вице-адмирал А. Г. Головко приказал командиру Северного оборонительного района генерал-майору С. И. Кабанову провести крупную десантную операцию по уничтожению выявленных разведкой трёх опорных пунктов 20-й горной армии (командующий генерал-полковник Эдуард Дитль) на южном побережье Мотовского залива. В случае успеха удалось бы снять угрозу советскому судоходству в заливе, повысить безопасность арктических конвоев союзников и надёжно снабжать части Северного оборонительного района, отрезанные от Большой земли на полуостровах Средний и Рыбачий.
Однако в данной ситуации Головко явно переоценил успех. Если для десанта на мыс Пикшуев морские пехотинцы вели длительную и напряженную подготовку, то для подготовки более масштабной операции он выделил срок менее 2 суток.
Десант состоял из подразделений морской пехоты Северного флота и высаживался тремя отрядами:
1. Сводный отряд 63-й бригады морской пехоты, сапёров 338-го сапёрного батальона Северного оборонительного района, разведотдела штаба флота (командир отряда капитан В. С. Буянов, около 400 человек).
2. Отряд 12-й бригады морской пехоты (командир отряда майор А. П. Боровиков, около 300 человек).
3. На западный берег губы Большая Западная Лица высаживалась усиленная разведрота 82-й отдельной морской стрелковой бригады главной базы флота (около 200 человек).
Общая численность десантников составляла 890 человек. Общее руководство операцией было возложено на командира Северного оборонительного района генерала Кабанова, непосредственное командование — на командира 12-й отдельной бригады морской пехоты полковника В. В. Рассохина. Для высадки десантов были выделены мотоботы, 5 сторожевых катеров, 6 катеров «малый охотник». Действия десантников прикрывали 5 батарей береговой артиллерии с Рыбачьего.

## Действия первого отряда
Отряд капитана Буянова имел задачу уничтожить опорный пункт «Могильный». При подходе к пункту высадки он был обнаружен противником и высаживался под обстрелом. Но там противник успел подготовиться к обороне и пулемётным огнём отразил атаку десантников. По приказу командира отряд прекратил атаку и отошёл к месту высадки.
Часть бойцов из-за ошибки командира катера оказалась высажена далеко от намеченного пункта и не смогла принять участия в бою. Командир отряда растерялся и не смог правильно организовать эвакуацию своего отряда, которая чрезмерно затянулась и завершалась уже в светлое время дня под ураганным огнём вражеской артиллерии. Более того, при спешном отходе часть бойцов (особенно из разведотряда штаба флота, бывших наиболее далеко от места эвакуации) оторвались от своих войск и были окружены врагом. Только большой боевой опыт и уровень подготовки позволили им спастись — одна группа разведчиков с боем прорвалась к месту эвакуации в момент отхода последнего катера, а вторая под командованием будущего дважды Героя Советского Союза В. Леонова в критической ситуации прорвалась в сопки. Следующей ночью разведчики (18 человек) вышли на побережье и были сняты высланным за ними катером.

## Действия второго отряда
Отряд майора Боровикова (который провёл 12 сентября десант на мыс Пикшуев) благодаря ранее проведенной подготовке оказался единственным, полностью выполнившим свою задачу по уничтожению опорного пункта «Обергоф». Хотя при высадке один сторожевой катер СКА-216 сел на мель в 200 метрах от берега, бойцы вплавь под огнём достигли побережья. Других катеров противник не обнаружил, а потому действия высаженных с них групп стали для немцев неожиданными. Штурмовые группы по крутым склонам достигли пункта и забросали его гранатами, затем в него ворвался и весь отряд. В бою было уничтожено около 100 солдат противника, взорваны 10 дзотов, землянки и прочие сооружения, склад с боеприпасами. Затем отряд организованно отошёл в берегу и погрузился на катера, а группа прикрытия обеспечила надёжный отход, взорвав одну грузовую автомашину с немецкими солдатами.
Севший на мель катер за ночь снять не удалось, он был оставлен экипажем и уничтожен огнём других катеров.

## Действия третьего отряда
Отряд имел задачу уничтожить опорный пункт «Фишерштайн» на западном берегу губы Большая Западная Лица, то есть действовал изолированно от первых двух отрядов. Задача не была выполнена, отряд эвакуирован.

## Потери сторон
По советским данным, противник понес довольно значительные потери: до 150 человек, из которых около 100 — от действий отряда майора Боровикова. Один опорный пункт был захвачен и частично уничтожен (для уничтожения всех объектов не хватило взрывчатки), захвачены трофеи и 3 пленных.
С советской стороны потери также оказались значительными около 100 убитых, 20 бойцов пропали без вести, большое количество раненых. В ходе операции был потерян один катер, ещё три получили значительные повреждения (их пришлось уводить в ремонт на буксире).

## Причины неудачи операции
1. Противник выявил подготовку операции по скоплению кораблей на полуострове Рыбачий (исходный пункт отрядов десанта) и по спешной переброске войск на Рыбачий из Полярного.
2. Спешка в подготовке операции, вызванная явно нереальным сроком на подготовку, который к тому же не диктовался соображениями необходимости. Командиры кораблей не изучили надлежащим образом сложный берег в зоне высадки. В самом большом отряде десанта командиры не имели опыта десантирования и ведения боевых действий ночью в тылу врага. Командир отряда капитан Буянов не принял мер к розыску потерявшейся роты и начал атаку мощного укрепленного пункта малыми силами, а командир ошибочно высаженной роты просидел с ней в неправильном месте высадки до её эвакуации, не принимая участия в бою.
3. Командиры кораблей рано открыли ответный огонь по противнику, раскрыв перед ним своё появление. То есть был утрачен фактор скрытности.
4. Командующий Северным флотом перепоручил проведение масштабной и сложной морской десантной операции командиру Северного оборонительного района, общевойсковому генералу.